# Milivoj Zenić
Milivoj Zenić (Šibenik, 14. kolovoza 1953. – Šibenik, 20. studenoga 2011.) bio je hrvatski knjižničar, pisac i kulturni povjesničar. 

## Životopis
Rođen je u Šibeniku 14. kolovoza 1953. godine. U Šibeniku je završio gimnaziju. Diplomirao je filozofiju i komparativnu književnost na Filozofskom fakultetu u Zagrebu. Vraća se Šibenik te se zaposlio u Gradskoj knjižnici „Juraj Šižgorić”.

## Djela
- „U pohvalu od grada Šibenika – pisana riječ od najstarijih vremena do danas” (2002.)
- „Stari Šibenik: skalama, kalama i butama” (2010.)

## Počasti
- Knjižničarska nagrada „Ivan Kukuljević Sakcinski” (2010.).[2]
- Red Danice hrvatske s likom Marka Marulića za doprinos u kulturi (1997.).[2]
- Posthumna Nagrada šibensko-kninske županije.[2]
- Spomen-ploča s njegovim portretom u Gradskoj knjižnici „Juraj Šižgorić” u Šibeniku.[2]

### Članci
- Šišak, Marinko. 2011. Milivoj Zenić (1953. – 2011.). Kroatologija. Sveučilište u Zagrebu – Fakultet hrvatskih studija. Zagreb. 2 (1): 251–252
- Harni, Slavko. 2013. Milivoj Zenić. Vjesnik bibliotekara Hrvatske. Hrvatsko knjižničarsko društvo. Zagreb. 56 (1–2): 433–433